# La corruzione
La corruzione è un film del 1963 diretto da Mauro Bolognini.

## Trama
Stefano è un timido giovane, appena diplomato alle superiori ed uscito dal collegio. Suo padre è un affermato imprenditore dell'editoria milanese; sua madre è ricoverata in clinica per un disturbo nervoso.
Stefano non è attratto dal mondo spietato degli affari; piuttosto, si sente chiamato a consacrare a Dio la sua vita. Il padre però è fermamente contrario a questa scelta. Per convincere Stefano a cambiare idea, lo porta in barca con sé per una breve crociera. A bordo però c'è anche Adriana, ragazza bella e calcolatrice, una escort, che su pressione del padre del ragazzo, inizia a corteggiarlo.
Stefano è risoluto e spiega le ragioni della sua scelta al padre, che non comprende e si irrita, giungendo prima a negargli il suo assenso (Stefano non ha ancora ventun anni e dunque non è maggiorenne) e poi ad impedire che il figlio sbarchi. Frastornato dal conflitto col padre e turbato dal fascino di Adriana, Stefano finisce per capitolare e passa la notte con Adriana.
Dopo la corruzione Stefano si sente in colpa: non sa cosa fare e vorrebbe scappare. Alla fine, sentendosi indegno, rinuncia al suo progetto di vita e si dà agli affari nell'impresa paterna. Ma a contatto con il cinismo, la freddezza e la corruzione del padre e dell'ambiente di lavoro, Stefano avverte di nuovo il desiderio di ribellarsi al suo destino e di riabbracciare la sua vocazione.

## Produzione
Nel 1963 la Arco Film di Alfredo Bini attraversava un periodo di difficoltà economiche, soprattutto dopo l'insuccesso commerciale di Accattone e Mamma Roma di Pier Paolo Pasolini, che proprio grazie alla mediazione di Mauro Bolognini aveva potuto esordire. Bini era alla ricerca di soggetti che trattassero di costume o di problemi di attualità, senza mettere in cantiere superproduzioni con centinaia di comparse o in location costose. Il suo progetto era quello di produrre film di qualità, ma finanziariamente realizzabili sul piano artigianale. Si rivolse così all'amico Bolognini, proponendogli un copione scritto da due giovani sceneggiatori, per il quale avrebbe utilizzato la moglie Rosanna Schiaffino come protagonista e il suo bialbero a vela Meloria, acquistato a Malta pochi mesi prima, come scenografia principale. Ciò gli avrebbe permesso di contenere i costi senza andare a scapito della qualità.

### Riprese
Le riprese a bordo dell'imbarcazione si svolsero a partire dal luglio 1963, con partenza da Anzio in direzione Ponza. Le riprese in interni vennero effettuate negli stabilimenti di Cinecittà; tra le riprese in esterno vi furono: Villa Sciarra (il collegio dal quale si congeda Stefano); le scene ambientate nella villa Mattioli vennero girate nella Villa Pizzo a Cernobbio, affacciata sul Lago di Como; e inoltre Porto Ercole, Anzio e Ponza e Roma.

## Accoglienza

### Critica
All'uscita del film, lo stesso Bolognini dichiarò: non si tratta della corruzione materiale, d'ordine economico, ma di «quella dei sentimenti, qualcosa che distrugge lentamente dall'interno, e che colpisce soprattutto i giovani». Il terreno favorevole alla corruzione è dietro la facciata del benessere economico.
Anche se da alcuni non è considerato uno dei film più riusciti di Bolognini perché intriso di un certo moralismo, non mancano gli apprezzamenti per la dimensione poetica del film. Ai tempi della sua uscita, colpì in una certa misura il pubblico per la malizia con cui trattava l'argomento , in particolare il personaggio della Schiaffino raccolse le critiche del Vaticano.
(Lino Miccichè, Avanti!, 6 dicembre 1963)
(Leo Pestelli, La Stampa, 12 dicembre 1963)
(Mario Verdone, Bianco e Nero, n. 1, gennaio 1964)

## Riconoscimenti
- 1964 - Festival internazionale del cinema di San Sebastián
  - Premio della Federazione Nazionale dei Cineclubs spagnoli[13]